# Sagy (Val-d’Oise)
Sagy egy község Franciaországban. Lakosainak száma 1100 fő (2022. január 1.).

## Földrajza
Sagy Ableiges, Courcelles-sur-Viosne, Puiseux-Pontoise, Courdimanche, Menucourt, Condécourt és Longuesse községekkel határos.